# アジュディミツオー
アジュディミツオー（Adjudi Mitsuo）とは、日本の競走馬である。
2004年、2005年の東京大賞典を連覇し、地方競馬所属馬として初めてドバイワールドカップに出走した。また、南関東公営競馬の古馬GIを完全制覇している。主戦騎手は内田博幸。馬名は、父馬アジュディケーティングの馬名と、母馬の馬主の名前（織戸光男）に由来する。
2004年NARグランプリサラブレッド3歳最優秀馬、および2005年と2006年の同年度代表馬・同サラブレッド4歳以上最優秀馬。

## 戦績

### 2、3歳
2003年にデビュー。9月15日のJRA認定競走の2歳新馬戦で石崎隆之が騎乗しデビュー勝ちをしたあと、翌年まで休養する。
2004年、騎手が佐藤隆に乗り替わって、4月13日の3歳戦と5月12日の東京湾カップを勝利し、デビューから土つかずの3連勝で東京ダービーに出走する。東京ダービーではそれまで5戦無敗、それもすべて4馬身以上の着差をつけて勝利していたベルモントストームがいたため単勝2番人気となったが、スタートから先頭に立つ逃げの策で、2着のキョウエイプライドに2馬身2分の1差を付けて勝ち、4連勝で東京ダービーを制した。
その後はジャパンダートダービー4着、黒潮盃3着と敗れ、日本テレビ盃（2着）からは内田博幸に乗り替わる。続くJBCクラシックでアドマイヤドンの2着に善戦すると、年末の東京大賞典では、ジャパンカップダートを勝ったタイムパラドックスやダービーグランプリに勝利したパーソナルラッシュらを破って逃げ切り勝ちをおさめ、地方競馬所属馬では2001年のトーホウエンペラー以来3年ぶり、南関東所属馬では1998年のアブクマポーロ以来6年ぶりに同競走の勝利となった。

### 4歳
東京大賞典の勝利により、地方競馬所属馬として初めて2005年のドバイワールドカップに招待されたが6着に敗れる。その後は検疫などの事情もあり秋まで休養。秋は日本テレビ盃から復帰し3着、武蔵野ステークスでは初めての東京競馬場のコースとスタート地点の芝コースになじめず4着、ジャパンカップダートでは競走中に落鉄する（蹄鉄が外れる）アクシデントもあり10着に大敗する。

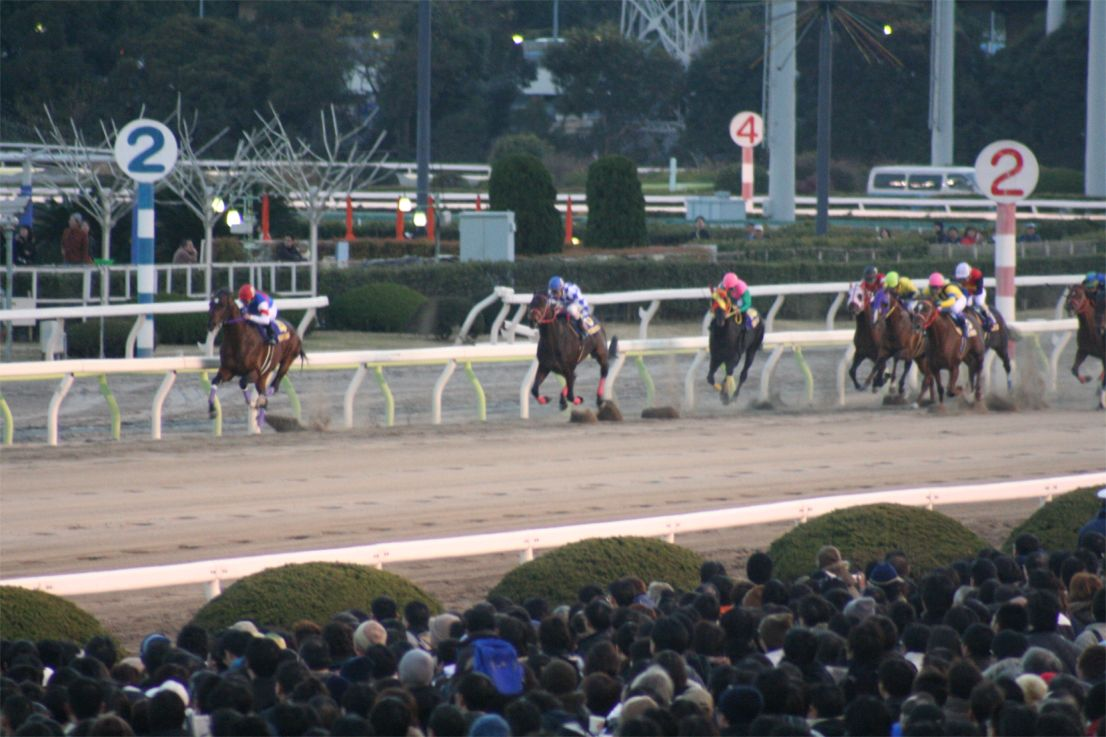
第51回東京大賞典（2005年12月29日）

冬の東京大賞典では4番人気に甘んじたが、内田博幸の好判断でスタートから先頭に立ち、そのまま逃げ切って2着のシーキングザダイヤに1馬身2分の1差を付け優勝。東京大賞典史上初の連覇を達成した。

### 5歳

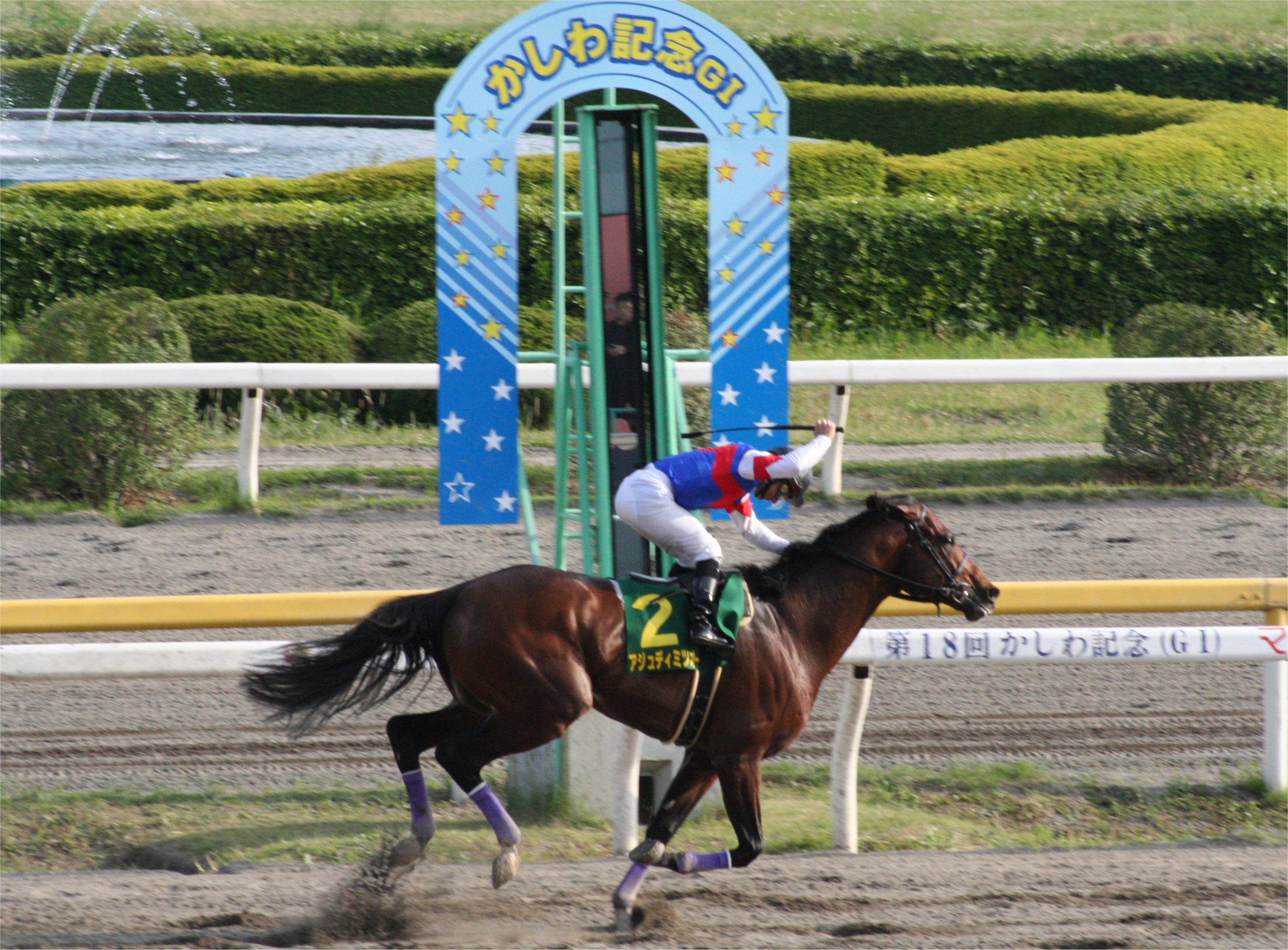
第18回かしわ記念（2006年5月5日）

2006年、初戦の川崎記念では、東京大賞典2着のシーキングザダイヤが1番人気で、アジュディミツオーは2番人気であったが、スタートから飛び出すとシーキングザダイヤをクビ差で振り切り、統一GI連勝を果たした。次に挑んだフェブラリーステークスでは、スタートの芝コースで少し立ち遅れ、後方からの競馬となってしまい7着に敗北した。
その後、かしわ記念に参戦する予定であったが、調教師の判断でマイルグランプリに出走。道中は2番手追走の競馬となるも、結局は2番手に5馬身差をつけコースレコードで勝利する。続くかしわ記念でもスタートから先頭に立ち、道中はレースの主導権を握り、フェブラリーステークスで先着を許したブルーコンコルドやサカラートを相手に勝利を収める。騎手を務めた内田自身はかしわ記念2連覇となった。

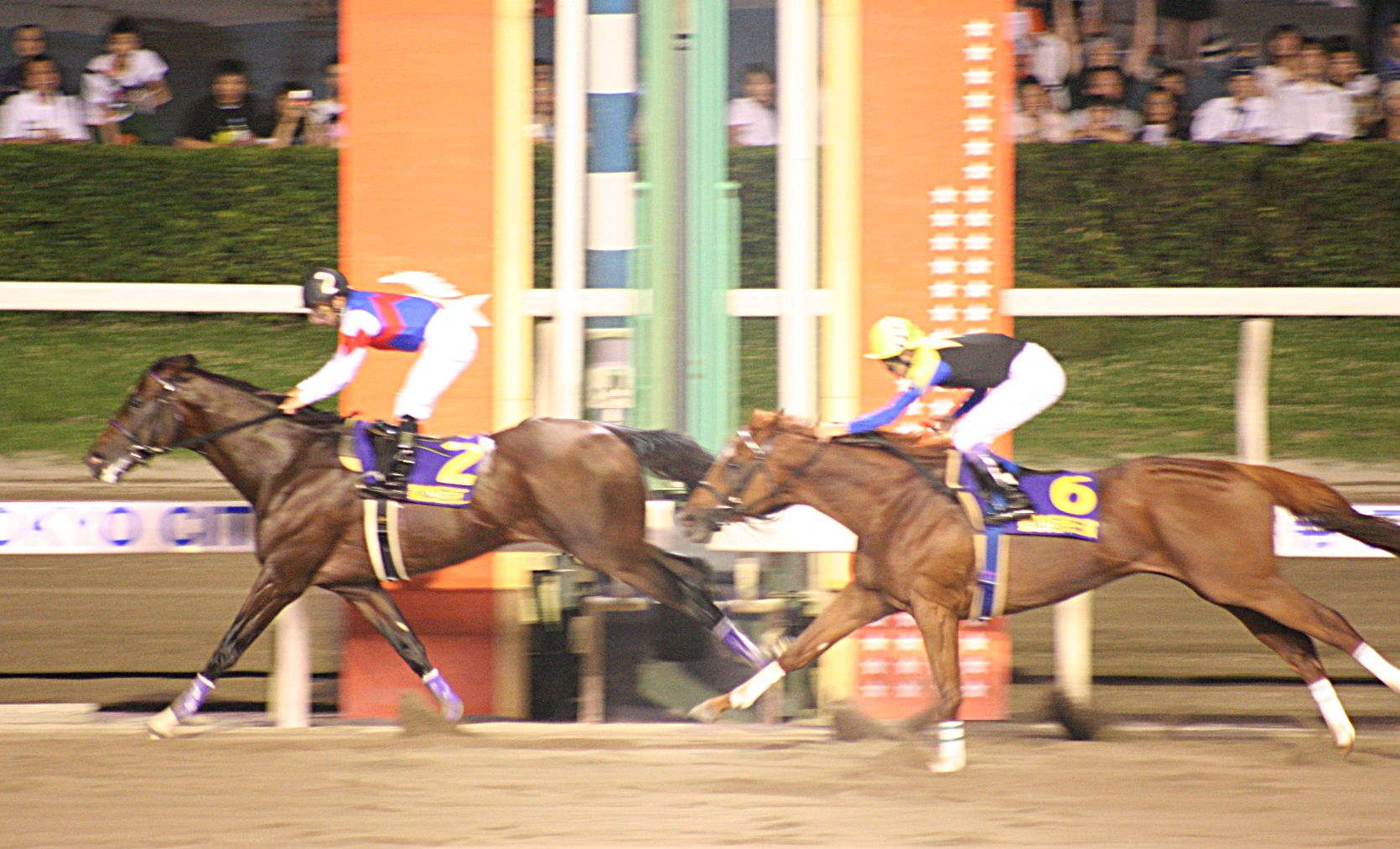
第29回帝王賞（2006年6月28日）。左:アジュディミツオー 右：カネヒキリ

かしわ記念のあと、帝王賞に出走する。この時点において、2005年のJRA賞最優秀ダートホースのカネヒキリとは、2005年の武蔵野ステークス、ジャパンカップダート、2006年のフェブラリーステークスと3回対戦していずれもカネヒキリが先着していたが、南関東の競馬場での初対戦となった本競走では、スタートから先頭に立つと、最後の直線でカネヒキリとの一騎討ちを展開した。本競走未勝利の内田博幸と、連覇のかかった武豊の2名のトップジョッキーの叩きあいは、実況を担当した及川暁の「勝ちたい内田、負けられない武豊」に示されるように激しいもので、最後はアジュディミツオーが「2段ロケット」と実況に称された二の脚を使って制し、2分2秒1のコースレコードで優勝した。この一戦は大井競馬を主催する特別区競馬組合が2011年に実施したファン投票企画「TCKベストレース25」で第1位に選ばれている。
帝王賞の勝利によって、同馬は南関東古馬GI完全制覇を達成するとともに、アドマイヤドンに続く史上2頭目、地方所属馬としては初のダートGI5勝を達成している。
その後はJBCクラシックを目指していたが、骨瘤を発症し休養に入る。結局JBCクラシック出走はかなわなかったが、順調に回復し、年末の東京大賞典で復帰を果たした。しかし、先頭を奪えず5着に敗れ同一GI3連覇はならなかった。

### 6歳
2007年も初戦は川崎記念で、ヴァーミリアンが1番人気、アジュディミツオーは2番人気であった。スタートから逃げる形となっていたが、2周目第4コーナーから最後の直線の入り口にかけてヴァーミリアンにかわされ、最後は6馬身もの差をつけられて2着に敗北し、川崎記念連覇はならなかった。続いてフェブラリーステークスに出走。スタートが苦手な芝コースのため、スタートダッシュがつかず、そのまま14着に敗れた。続いてのかしわ記念では、ブルーコンコルド、サンライズバッカスに続いて3番人気となった。スタートから逃げる展開となったが、直線に向いてからブルーコンコルドに内から詰め寄られ、粘りきれず交わされ2着に敗れた。レース後は休養した。

### 7歳
2008年3月5日のダイオライト記念で復帰するが、6着だった。レース後は休養に入り、この年は1戦のみとなった。

### 8歳 - 引退
1年の休養を終えて、2009年3月26日のマイルグランプリで復帰。スタートから先頭に立つも、最後の直線でロイヤルボスに交わされ2着に敗れた。続く5月5日のかしわ記念でもスタートから先頭に立ったが、最後の直線で失速し8着に敗れた。その後、6月24日の帝王賞ではデビュー戦以来となる石崎隆之とのコンビで出走したが、10着と大敗した。その後、秋に向けて調整が進められていたが、8月20日の調教中に左後肢の中筋を痛め、関係者で話し合った結果現役を引退することになった。11月18日に船橋競馬場で引退式が行われ、2006年かしわ記念優勝時のゼッケン「2」を付けて内田博幸を鞍上にキャンターで馬場を1周するラストランを行った。

## 種牡馬時代
2010年からはアロースタッドで種牡馬となっている。2011年度の種付け料は条件にもよるが30 - 50万円。2011年2月2日に初年度産駒が母ミスプロの初仔として誕生した。産駒は2013年にデビューした。
2016年からは生まれ故郷である藤川ファームにて繋養されている。

### 主な産駒
- オダツ（古伊万里賞）
- ティープリーズ（秋風ジュニア、ジュニアクラウン）

## 競走成績
以下の内容はnetkeiba.comの情報に基づく。
| 競走日     | 競馬場         | 競走名            | 格    | 距離（馬場）  | 頭 数 | 枠 番 | 馬 番 | オッズ （人気） | 着順 | タイム （上り3F） | 着差 | 騎手      | 斤量 [kg] | 1着馬（2着馬）         | 馬体重 [kg] |
| ---------- | -------------- | ----------------- | ----- | ------------- | ----- | ----- | ----- | --------------- | ---- | ----------------- | ---- | --------- | --------- | ---------------------- | ----------- |
| 2003.09.15 | 船橋           | 特選2歳新馬       |       | ダ1000m（良） | 7     | 7     | 7     | 001.10（1人）   | 01着 | R1:00.9（37.7）   | -0.2 | 0石崎隆之 | 53        | （アイディングロウ）   | 495         |
| 2004.04.13 | 船橋           | 3歳               |       | ダ1500m（良） | 12    | 1     | 1     | 001.30（1人）   | 01着 | R1:36.4（39.2）   | -1.0 | 0佐藤隆   | 54        | （エアーブロッコ）     | 517         |
| 0000.05.12 | 船橋           | 東京湾C           | G3    | ダ1800m（稍） | 11    | 8     | 11    | 004.50（3人）   | 01着 | R1:52.2（39.2）   | -0.5 | 0佐藤隆   | 54        | （ゼレンカ）           | 519         |
| 0000.06.03 | 大井           | 東京ダービー      | G1    | ダ2000m（良） | 16    | 3     | 5     | 004.80（2人）   | 01着 | R2:05.2（39.2）   | -0.5 | 0佐藤隆   | 56        | （キョウエイプライド） | 514         |
| 0000.07.08 | 大井           | ジャパンDダービー | GI    | ダ2000m（良） | 14    | 2     | 2     | 00 - 00（1人）  | 04着 | R2:05.2（38.5）   | -0.7 | 0佐藤隆   | 56        | カフェオリンポス       | 510         |
| 0000.08.04 | 大井           | 黒潮盃            | G2    | ダ1800m（良） | 12    | 2     | 2     | 00 - 00（1人）  | 03着 | R1:53.6（39.3）   | -0.3 | 0佐藤隆   | 56        | キョウエイプライド     | 512         |
| 0000.09.23 | 船橋           | 日本テレビ盃      | GII   | ダ1800m（不） | 10    | 5     | 5     | 00 - 00（4人）  | 02着 | R1:49.8（36.0）   | -0.1 | 0内田博幸 | 53        | ナイキアディライト     | 525         |
| 0000.11.03 | 大井           | JBCクラシック     | GI    | ダ2000m（稍） | 13    | 4     | 6     | 00 - 00（6人）  | 02着 | R2:02.6（37.0）   | -0.2 | 0内田博幸 | 55        | アドマイヤドン         | 518         |
| 0000.12.29 | 大井           | 東京大賞典        | GI    | ダ2000m（重） | 14    | 8     | 13    | 003.60（3人）   | 01着 | R2:02.6（37.2）   | -0.6 | 0内田博幸 | 55        | （ユートピア）         | 520         |
| 2005.03.26 | ナド・アルシバ | ドバイワールドC   | GI    | ダ2000m（良） | 12    | 1     | 1     | 00 - 00         | 06着 | R2:04.7           | -2.6 | 0内田博幸 | 57        | Roses in May           | 計不        |
| 0000.09.23 | 船橋           | 日本テレビ盃      | GII   | ダ1800m（良） | 12    | 3     | 3     | 00 - 00（2人）  | 03着 | R1:53.1（39.6）   | -1.3 | 0内田博幸 | 58        | サカラート             | 525         |
| 0000.10.29 | 東京           | 武蔵野S           | GIII  | ダ1600m（良） | 16    | 2     | 3     | 019.10（5人）   | 04着 | R1:35.9（37.4）   | -0.7 | 0内田博幸 | 59        | サンライズバッカス     | 532         |
| 0000.11.26 | 東京           | ジャパンCダート   | GI    | ダ2100m（良） | 16    | 7     | 14    | 011.20（4人）   | 10着 | R2:10.5（39.0）   | -2.5 | 0内田博幸 | 57        | カネヒキリ             | 538         |
| 0000.12.29 | 大井           | 東京大賞典        | GI    | ダ2000m（良） | 15    | 3     | 4     | 005.10（4人）   | 01着 | R2:03.1（37.5）   | -0.3 | 0内田博幸 | 57        | （シーキングザダイヤ） | 534         |
| 2006.01.25 | 川崎           | 川崎記念          | GI    | ダ2100m（稍） | 10    | 2     | 2     | 002.70（2人）   | 01着 | R2:12.8（40.4）   | -0.1 | 0内田博幸 | 57        | （シーキングザダイヤ） | 532         |
| 0000.02.19 | 東京           | フェブラリーS     | GI    | ダ1600m（良） | 16    | 4     | 7     | 013.00（5人）   | 07着 | R1:36.0（36.5）   | -1.1 | 0内田博幸 | 57        | カネヒキリ             | 532         |
| 0000.04.12 | 大井           | マイルグランプリ  | G2    | ダ1600m（不） | 15    | 5     | 8     | 001.40（1人）   | 01着 | R1:37.2（38.3）   | -1.0 | 0内田博幸 | 57        | （コアレスタイム）     | 525         |
| 0000.05.05 | 船橋           | かしわ記念        | GI    | ダ1600m（良） | 13    | 2     | 2     | 001.50（1人）   | 01着 | R1:38.6（38.0）   | -0.3 | 0内田博幸 | 57        | （ブルーコンコルド）   | 530         |
| 0000.06.28 | 大井           | 帝王賞            | GI    | ダ2000m（良） | 13    | 2     | 2     | 002.20（2人）   | 01着 | R2:02.1（37.0）   | -0.2 | 0内田博幸 | 57        | （カネヒキリ）         | 514         |
| 0000.12.29 | 大井           | 東京大賞典        | GI    | ダ2000m（稍） | 13    | 6     | 9     | 002.20（1人）   | 05着 | R2:04.6（38.6）   | -1.1 | 0内田博幸 | 57        | ブルーコンコルド       | 532         |
| 2007.01.31 | 川崎           | 川崎記念          | JpnI  | ダ2100m（良） | 13    | 4     | 5     | 002.30（2人）   | 02着 | R2:14.2（40.2）   | -1.3 | 0内田博幸 | 57        | ヴァーミリアン         | 537         |
| 0000.02.18 | 東京           | フェブラリーS     | GI    | ダ1600m（不） | 16    | 1     | 2     | 014.30（7人）   | 14着 | R1:36.4（37.3）   | -1.6 | 0内田博幸 | 57        | サンライズバッカス     | 528         |
| 0000.05.02 | 船橋           | かしわ記念        | JpnI  | ダ1600m（稍） | 14    | 2     | 2     | 004.10（3人）   | 02着 | R1:37.7（36.9）   | -0.3 | 0内田博幸 | 57        | ブルーコンコルド       | 544         |
| 2008.03.05 | 船橋           | ダイオライト記念  | JpnII | ダ2400m（良） | 13    | 7     | 11    | 008.80（5人）   | 06着 | R2:37.2（41.9）   | -2.5 | 0佐藤裕太 | 56        | フリオーソ             | 537         |
| 2009.03.26 | 大井           | マイルグランプリ  | SII   | ダ1600m（重） | 14    | 1     | 1     | 002.40（2人）   | 02着 | R1:39.7（39.0）   | -0.1 | 0内田博幸 | 57        | ロイヤルボス           | 542         |
| 0000.05.05 | 船橋           | かしわ記念        | JpnI  | ダ1600m（重） | 13    | 8     | 13    | 032.80（7人）   | 08着 | R1:38.4（38.8）   | -2.5 | 0三浦皇成 | 57        | エスポワールシチー     | 542         |
| 0000.06.24 | 大井           | 帝王賞            | JpnI  | ダ2000m（不） | 13    | 6     | 8     | 027.30（6人）   | 10着 | R2:08.5（41.0）   | -4.9 | 0石崎隆之 | 57        | ヴァーミリアン         | 536         |

※タイム欄のRはレコード勝ちを示す。

## 血統表
| アジュディミツオーの血統                                     | アジュディミツオーの血統                                         | アジュディミツオーの血統                   | （血統表の出典）                           | （血統表の出典） |
| 父系                                                         | ダンジグ系（ノーザンダンサー系）                                 | ダンジグ系（ノーザンダンサー系）           | ダンジグ系（ノーザンダンサー系）           |                  |
| 父 *アジュディケーティング Adjudicating 1987 黒鹿毛 アメリカ | 父の父Danzig 1977 鹿毛 アメリカ                                  | Northern Dancer                            | Nearctic                                   | Nearctic         |
| 父 *アジュディケーティング Adjudicating 1987 黒鹿毛 アメリカ | 父の父Danzig 1977 鹿毛 アメリカ                                  | Northern Dancer                            | Natalma                                    |                  |
| 父 *アジュディケーティング Adjudicating 1987 黒鹿毛 アメリカ | 父の父Danzig 1977 鹿毛 アメリカ                                  | Pas de Nom                                 | Admiral's Voyage                           | Admiral's Voyage |
| 父 *アジュディケーティング Adjudicating 1987 黒鹿毛 アメリカ | 父の父Danzig 1977 鹿毛 アメリカ                                  | Pas de Nom                                 | Petitioner                                 |                  |
| 父 *アジュディケーティング Adjudicating 1987 黒鹿毛 アメリカ | 父の母Resolver 1974 鹿毛 アメリカ                                | Reviewer                                   | Bold Ruler                                 | Bold Ruler       |
| 父 *アジュディケーティング Adjudicating 1987 黒鹿毛 アメリカ | 父の母Resolver 1974 鹿毛 アメリカ                                | Reviewer                                   | Broadway                                   |                  |
| 父 *アジュディケーティング Adjudicating 1987 黒鹿毛 アメリカ | 父の母Resolver 1974 鹿毛 アメリカ                                | Lovely Morning                             | Swaps                                      | Swaps            |
| 父 *アジュディケーティング Adjudicating 1987 黒鹿毛 アメリカ | 父の母Resolver 1974 鹿毛 アメリカ                                | Lovely Morning                             | Misty Morn                                 |                  |
| 母 オリミツキネン 1994 栗毛 北海道静内町                     | 母の父*ジャッジアンジェルーチ Judge Angelucci 1983 栗毛 アメリカ | Honest Pleasure                            | What a Pleasure                            | What a Pleasure  |
| 母 オリミツキネン 1994 栗毛 北海道静内町                     | 母の父*ジャッジアンジェルーチ Judge Angelucci 1983 栗毛 アメリカ | Honest Pleasure                            | Tularia                                    |                  |
| 母 オリミツキネン 1994 栗毛 北海道静内町                     | 母の父*ジャッジアンジェルーチ Judge Angelucci 1983 栗毛 アメリカ | Victorian Queen                            | Victoria Park                              | Victoria Park    |
| 母 オリミツキネン 1994 栗毛 北海道静内町                     | 母の父*ジャッジアンジェルーチ Judge Angelucci 1983 栗毛 アメリカ | Victorian Queen                            | Willowfield                                |                  |
| 母 オリミツキネン 1994 栗毛 北海道静内町                     | 母の母ウサロマン 1978 栃栗毛 北海道三石町                        | *トンピオン                                | Tom Fool                                   | Tom Fool         |
| 母 オリミツキネン 1994 栗毛 北海道静内町                     | 母の母ウサロマン 1978 栃栗毛 北海道三石町                        | *トンピオン                                | Sunlight                                   |                  |
| 母 オリミツキネン 1994 栗毛 北海道静内町                     | 母の母ウサロマン 1978 栃栗毛 北海道三石町                        | ビートフラワー                             | *ネヴァービート                            | *ネヴァービート  |
| 母 オリミツキネン 1994 栗毛 北海道静内町                     | 母の母ウサロマン 1978 栃栗毛 北海道三石町                        | ビートフラワー                             | グレートフラワー                           |                  |
| 母系(F-No.)                                                  | フラストレート系(FN:1-b)                                         | フラストレート系(FN:1-b)                   | フラストレート系(FN:1-b)                   | [ § 2 ]          |
| 5代内の近親交配                                              | Bold Ruler 4×5=9.38% Grey Flight 5×5=6.25%                       | Bold Ruler 4×5=9.38% Grey Flight 5×5=6.25% | Bold Ruler 4×5=9.38% Grey Flight 5×5=6.25% | [ § 3 ]          |
| 出典                                                         | 1. 2. 3.                                                         | 1. 2. 3.                                   | 1. 2. 3.                                   | 1. 2. 3.         |

- オリミツキネンの05は同じアジュディケーティングを父としてもちながらセレクトセールにて5000万円という破格の値段でビッグレッドファームに落札された。同馬はドリームマイスターと名付けられ、セゾンレースホースにて8000万円（400口/1口20万円）で募集された。